# Дарерка
Свята Дарерка (V століття) — сестра святого Патрика, свята. День пам'яті — 22 березня.

## Життєпис
За переказами, коли Святий Патрик відвідав Бредах (Moygownagh, Bredach), він висвятив Енга мак Ейлілла (Aengus mac Ailill), місцевого вождя в Мовілле, де нині розташовується морський курорт Деррі. Після цього він знайшов трьох дияконів, синів своєї сестри. Це були святі Рит (Reat), пам'ять 3 березня, Ненн (Nenn), пам'ять 25 квітня, і Едх (Aedh), пам'ять 31 серпня.
Дарерка двічі була одружена. Її другий чоловік, Конан Меріадок, заснував храм в Бот-Хонейс (Both-chonais), нині Бінніон (Binnion), прихід Клонмані, в баронстві Інішоуен, графство Донегал. Вона мала дітей від обох чоловіків. За переказами, у неї було сімнадцять синів. Всі вони, згідно, Колгана (Colgan), стали єпископами. Згідно з «трьохчастинним житієм святого Патрика», від Хонаса у святої Дарерки було чотири сини. Ними були святі єпископи Мел з Ардаха, Ріок (Rioc) з Інішбофіна, Муін (Muinis) з Форгні (Forgney), графство Лонгфорд і Мелху (Maelchu). Можна помітити, що інший святий Муін, син Голліта (Gollit), був з Теделя (Tedel), Ара-кліат (Ara-cliath).
У Дарерки було дві дочки, святі Ейхе (Eiche) з Кілгласса і Лаллок (Lalloc) з Сенліса (Senlis). Її першим чоловіком був Рестітут з лангобардів (Restitutus the Lombard), після кончини якого вона вийшла заміж за Хонаса з бретонців. Від Рестітута вона народила святих Сехналла (Sechnall) з Дуншауліна; Нектана (Nectan) з Кіллунхе (Killunche), що в графстві Лаут і з Феннора (Fennor), що близько Слейна; Ауксілія (Auxilius) з Кіллосея (Killossey), що близько Нейса, графство Кілдер; Діармайда (Diarmaid) з Друйм-коркортрі (Druim-corcortri), що близько Нава; а також Дабонна (Dabonna), Могорнона (Mogornon), Дріока (Drioc), Лугуата (Luguat) і Коемед Маккей Берда (Coemed Maccu Baird), лангобарди з Клуншейнвілля (Cloonshaneville), що близько Френчпарка, графство Роскомон.
Четверо інших синів приписані Святій Дарерці старими ірландськими письменниками. Це були святі Круммін (Crummin) з Льоку (Lecua), Миду (Miduu), Святий Каранток (Carantoc) і Макейт (Maceaith). Останнього, ототожнюють з Ліаманією (Liamania), але його не слід плутати зі святою Моненною, або Дареркою, поминати 6 липня.
Свята Дарерка вважається покровителькою острова Валентія.